# Gustavsbergs gymnasium

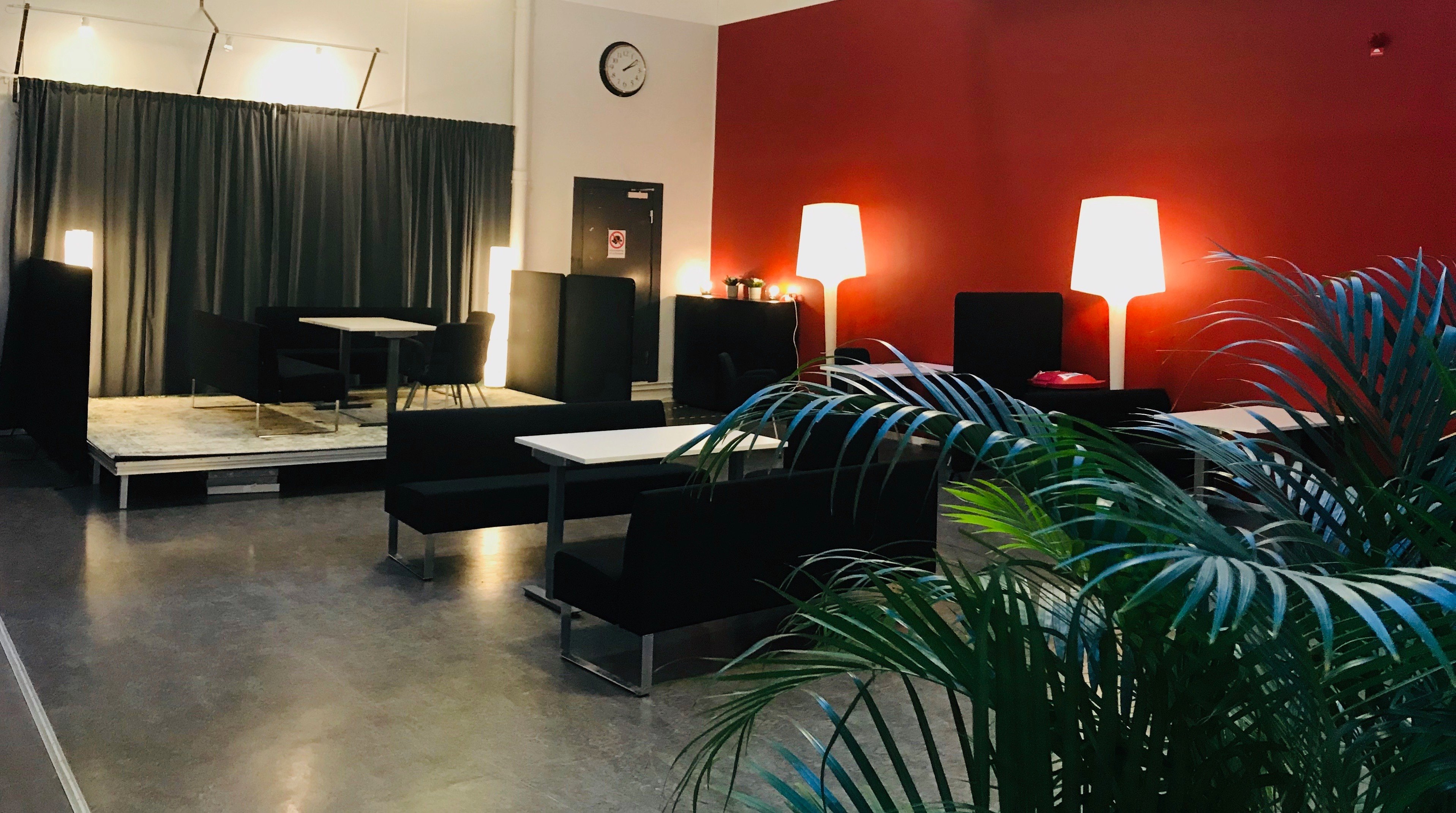
Gustavsbergs Gymnasium 2020

Gustavsbergs gymnasium (förkortas "G2") är en kommunal gymnasieskola som ligger i Gustavsberg i Värmdö kommun. Här studerar ca 300 elever varav hälften kommer från Värmdö kommun och resten är från hela Stockholmsregionen. Skolan startade verksamheten höstterminen 2003.
Skolan ligger i den tidigare badkarsfabrikens lokaler mitt i de nybyggda Porslinskvarteren i Gustavsberg.
På skolan finns det matsal, idrottshall och från februari 2020 finns mötesplatsen The Noise i skolans lobby, en mötesplats för unga efter skoltid. 
På skolan finns möjlighet ha hockey under skoltid  (på SA, NA  och BF) i samarbete med Värmdö Hockey. 

## Utbildningar
- Marinbiologi & Dykning Naturvetenskapsprogrammet
  - Naturvetenskaplig samt Naturvetenskaplig och samhällsvetenskaplig inriktning
- Kriminologi - Samhällsvetenskapsprogrammet
  - Beteendevetenskaplig och Samhällsvetenskaplig inriktning
- Ledarskap, Kreativitet & Hälsa - Barn- och fritidsprogrammet
  - Pedagogiskt arbete och Fritid och hälsa
- Hälsa & Sjukvård - Vård- och omsorgsprogrammet
- Frisör & Stylist -  Hantverksprogrammet